# Teatro Real de Windsor

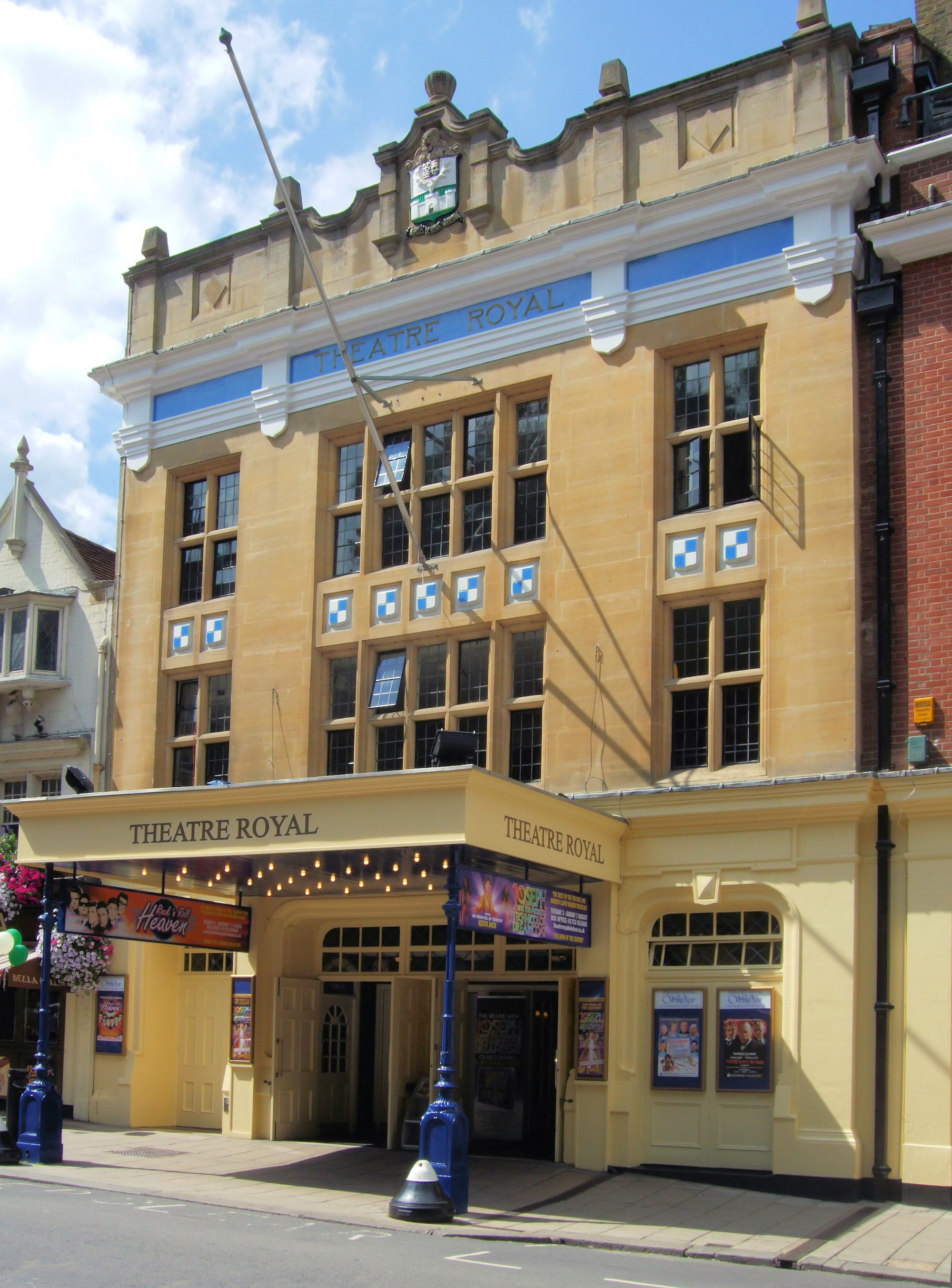
El Teatro Real de Windsor

El Theatre Royal (en español, Teatro Real) es un teatro eduardiano situado en la calle Thames de Windsor, en Berkshire. El edificio actual es el segundo teatro que se levanta en este lugar y se inauguró el 13 de diciembre de 1910. Construido para Sir William Shipley y el capitán Reginald Shipley, sustituyó a su anterior teatro, construido en 1815 e incendiado en 1908. El teatro actual fue diseñado por Frank Verity, hijo del arquitecto teatral Thomas Verity. El edificio está catalogado de Grado II y es el único teatro de producción no subvencionada que funciona todo el año en el Reino Unido.

## Historia

### Primer Teatro Real (1815-1908)
El primer Theatre Royal de Windsor estaba situado en High Street y abrió sus puertas el 12 de agosto de 1793. Este teatro se describió como "elegante y espléndidamente ornamentado" y se inauguró con una representación de la comedia de Elizabeth Inchbald Everyone has his Fault (1793) y la farsa musical Rosina, a la que asistieron el rey Jorge III y la reina Carlota. El teatro sólo se utilizaba durante seis semanas cada verano, cuando se cerraba el cercano Eton College, y en 1805 se había vendido a una secta disidente que convirtió el edificio en una capilla. Sin embargo, la población local no estaba contenta con la pérdida de su teatro y reunió el dinero para construir uno nuevo, esta vez en Thames Street.
El nuevo Theatre Royal se inauguró el 22 de agosto de 1815 con una producción de The School for Scandal. En 1845 se produjo una tragedia cuando la señora Sarah Hume, de 63 años, cayó desde la galería al foso, rompiéndose la espalda al caer sobre los bancos y muriendo casi instantáneamente. Sin embargo, minutos después la representación continuó como de costumbre. El teatro permaneció cerrado algunos años, durante los cuales cayó en un estado sucio y ruinoso, hasta que en marzo de 1869 fue adquirido por el Sr. J. Fremantle, quien lo renovó y reformó bajo la dirección del arquitecto George Somers Leigh Clarke. En su remodelación, Clarke añadió un palco real con la esperanza de que la reina Victoria y otros miembros de la familia real visitaran el teatro. El teatro se subastó en octubre de 1869.
Bajo el arrendamiento de John Restall, el teatro sufrió una nueva remodelación en 1900, cuando pasó a llamarse Theatre Royal and Opera House. Estos cambios se tradujeron, entre otras cosas, en un foso más grande y un patio de butacas ampliado. También se instaló una nueva calefacción y se instaló la luz eléctrica. El Theatre Royal reabrió sus puertas el 31 de octubre de 1900 con la representación de Florodora. Sin embargo, se incendió el 18 de febrero de 1908 y sólo sobrevivió una pequeña parte del auditorio.

### Segundo Teatro Real, 1910
El reconstruido Theatre Royal se inauguró el 13 de diciembre de 1910. Construido por encargo de Sir William Shipley y el capitán Reginald Shipley, fue diseñado por Frank Verity, hijo del arquitecto teatral Thomas Verity. El auditorio tenía capacidad para 850 personas: 164 en el patio de butacas, 110 en la platea, 130 en la platea alta y 380 en la galería. En 1921, Sir William Shipley arrendó el teatro a Collins y Jack Gladwin, pero a la muerte de Collins, Gladwin se convirtió en el único arrendatario y puso en marcha un exitoso plan para dar cabida a compañías itinerantes de todo tipo.
La llegada de las películas sonoras afectó gravemente a la asistencia a los teatros y, hacia 1929, Jack Gladwin convirtió el Theatre Royal en un cine. En 1930, John Counsell trabajó como aprendiz en el Theatre Royal cuando volvió a abrir sus puertas. En 1933 se hizo cargo de la gestión del teatro; la empresa duró sólo unos meses antes de que quebrara, pero el futuro rey Jorge VI y la reina Isabel asistieron a una de las últimas representaciones, procedentes del cercano castillo de Windsor: 74 Counsell reabrió el teatro en 1938 y consiguió establecer una compañía viable que funcionaba sin subvenciones gubernamentales.: 74, 115  Junto con su esposa, la actriz Mary Kerridge, dirigió el teatro hasta su jubilación en 1986, un año antes de su muerte.
En 1965, el teatro fue objeto de una importante reforma y redecoración que costó más de 75.000 libras y que llevó a cabo Carl Toms con la ayuda de Sir Anthony Denny, que había sido miembro de la compañía de Frank Verity, el arquitecto original del teatro en 1910. Bajo la dirección de John Counsell, el teatro ofrecía un programa de repertorio semanal, que pasó a ser quincenal a finales de la década de 1950, y las producciones de tres semanas se hicieron más frecuentes en 1963-64. En la actualidad, el teatro suele albergar producciones itinerantes, pero además produce temporadas de repertorio de verano que suelen durar unas tres semanas. El teatro también presenta una pantomima anual representada al estilo tradicional.
El Theatre Royal de Windsor es un edificio protegido de grado II y desde 1997 está dirigido por Bill Kenwright, que actuó en el teatro como joven actor en los años sesenta y setenta a las órdenes de John Counsell. Bajo la dirección de Kenwright, el repertorio es amplio y abarca desde los clásicos y las pantomimas tradicionales hasta las primeras producciones de obras nuevas. Muchas de las producciones que se estrenan en el Theatre Royal se trasladan posteriormente al West End o realizan giras nacionales.